# Grand Prix Formule 1 van Miami
De Grand Prix van Miami is een Formule 1-race die vanaf 2022 verreden wordt op het Miami International Autodrome bij het Hard Rock Stadium in Miami Gardens. Op 2 mei 2025 werd het contract met 10 jaar verlengd en is nu geldig tot en met 2041.
Het circuit is speciaal ontworpen voor de Formule 1 race en is aangelegd rond het stadion van het American footballteam Miami Dolphins. De eerste editie van de race werd gewonnen door Red Bull-coureur Max Verstappen. Het circuit, met een lengte van 5410 meter, telt 19 bochten en wordt enkele weken voor de race opgebouwd en na afloop weer gedemonteerd.

## Winnaars van de Grands Prix
| Jaar | Coureur        | Constructeur               | Circuit                       | Verslag |
| ---- | -------------- | -------------------------- | ----------------------------- | ------- |
| 2025 | Oscar Piastri  | McLaren-Mercedes           | Miami International Autodrome | Verslag |
| 2024 | Lando Norris   | McLaren-Mercedes           | Miami International Autodrome | Verslag |
| 2023 | Max Verstappen | Red Bull Racing-Honda RBPT | Miami International Autodrome | Verslag |
| 2022 | Max Verstappen | Red Bull Racing-RBPT       | Miami International Autodrome | Verslag |

## Winnaars van de Sprint
| Jaar | Coureur        | Constructeur               | Locatie                       | Verslag |
| ---- | -------------- | -------------------------- | ----------------------------- | ------- |
| 2025 | Lando Norris   | McLaren-Mercedes           | Miami International Autodrome | Verslag |
| 2024 | Max Verstappen | Red Bull Racing-Honda RBPT | Miami International Autodrome | Verslag |

2022 · 2023 · 2024 · 2025 · 2026 · 2027 · 2028 · 2029 · 2030 · 2031 · 2032 · 2033 · 2034 · 2035 · 2036 · 2037 · 2038 · 2039 · 2040 · 2041